# Matthias Merz

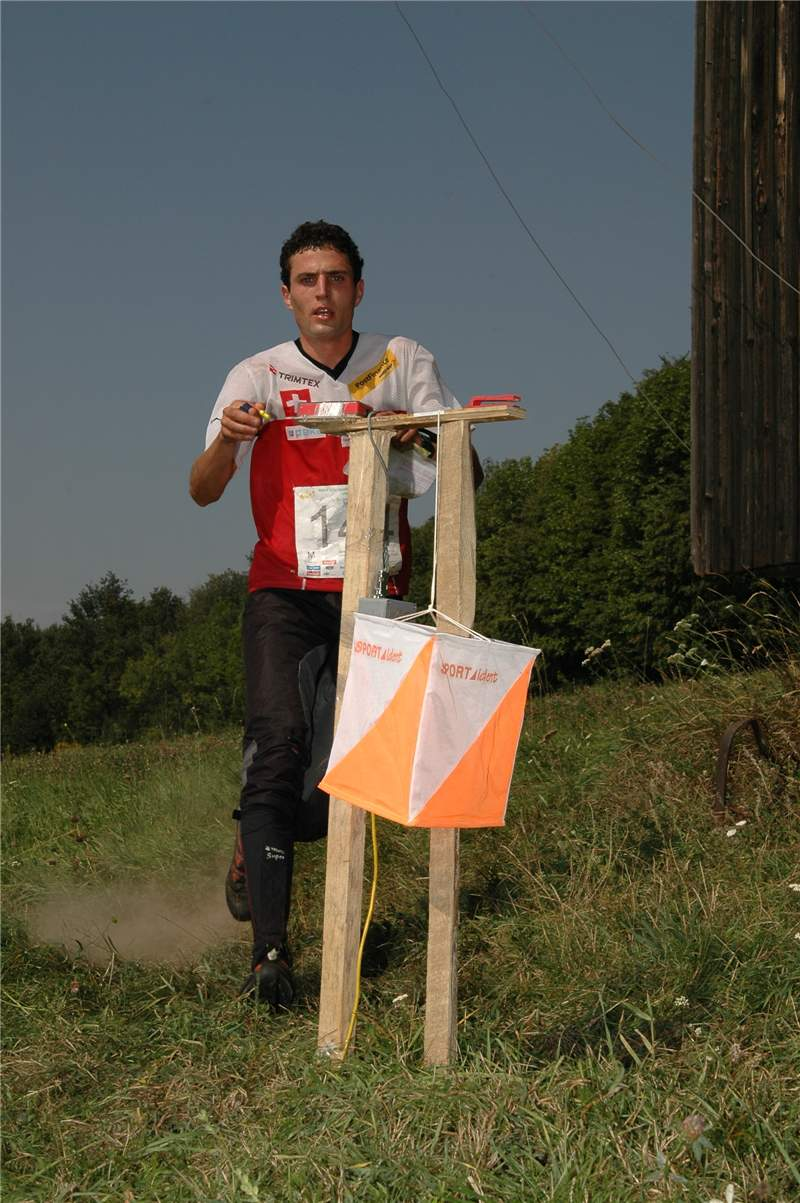
Matthias Merz tijdens het WK 2007 in Kiev, Oekraïne

Matthias Merz (1 februari 1984 in Menziken, Aargau) is een Zwitserse oriëntatieloper. In 2007 won hij de gouden medaille op de lange afstand tijdens de Wereldkampioenschap oriëntatielopen in Kiev, Oekraïne.
Internationaal werd hij bekend door het winnen van het volledige medaillepalet tijdens het Junioren Wereldkampioenschap Oriëntatielopen 2002, 2003 en 2004.

## Resultaten
Wereldkampioenschap oriëntatielopen
- Gouden medaille (1)
  - 2007 - lange afstand - Kiev, Oekraïne
- Zilveren medaille (1)
  - 2007 - sprint - Kiev, Oekraïne
- Bronzen medaille (1)
  - 2005 - estafette - Aichi, Japan

World Games
- Gouden medaille (1)  
  - 2005 - estafette - Duisburg, Duitsland

Wereld Universiteits Kampioenschap Oriëntatielopen
- Gouden medaille (1)
  - 2006 - estafette - Košice, Slowakije
- Zilveren medaille (1)
  - 2006 - lange afstand - Košice, Slowakije

Junioren Wereldkampioenschap Oriëntatielopen
- Gouden medailles (3)
  - 2002 - estafette - Alicante, Spanje
  - 2003 - korte afstand - Põlva, Estland
  - 2004 - klassiek - Gdańsk, Polen
- Zilveren medailles (2)
  - 2003 - klassiek - Põlva, Estland
  - 2004 - korte afstand - Gdańsk, Polen
- Bronzen medailles (2)
  - 2003 - estafette - Põlva, Estland
  - 2004 - estafette - Gdańsk, Polen

Militair Wereldkampioenschap oriëntatielopen
- Gouden medaille (1)
  - 2006 - estafette - Faxinal do Céo, Brazilië
- Zilveren medaille (1)
  - 2006 - lange afstand - Faxinal do Céo, Brazilië